# Igino Giordani
Igino Giordani (Tivoli, 24 de setembro de 1894 – Rocca di Papa, 18 de abril de 1980) foi um escritor, jornalista e político italiano, diretor da Biblioteca Vaticana e cofundador do Movimento dos Focolares, junto com Chiara Lubich. Embora amante incansável da paz, na Primeira Guerra Mundial tornou-se um oficial, foi ferido e condecorado. Professor, antifascista, bibliotecário, casado e pai de quatro filhos, era um conhecido polemista do círculo católico, pioneiro no comprometimento dos cristãos em política, escritor e jornalista. Depois da Segunda Guerra Mundial, vivida como antifascista constrangido ao exílio, foi eleito para a Assembleia constituinte. Foi deputado, leigo iluminado, pioneiro do ecumenismo.

## Biografia[1]
Giordani foi o primogênito dos seis filhos de Mariano e Orsola Antonelli. Em 1900 iniciou os estudos da escola elementar e desde pequeno, nos dias livres, trabalhava como pedreiro, seguindo os passos do pai. Quando terminou os estudos elementares, em 1905, deixou a escola para trabalhar como auxiliar de pedreiro. Neste período, Giordani se dedicou ao estudo de francês, através de apostilas. Com este mesmo método, ele  aprendeu também espanhol, português, romeno, inglês, alemão e latim.
Em 1907, com a ajuda de um benfeitor, que pagou a mensalidade, ele ingressou no Seminário Diocesano de Tivoli, onde permaneceu até 1912.
Dois anos mais tarde, em 1914, Giordani terminou a Escola Secundária (Ensino Médio, no Brasil), foi aprovado no concurso do Ministério da Justiça e se inscreveu na Faculdade de Letras e Filosofia, na Universidade de Roma. Mas, em 1915, a vida de Giordani sofreu uma grande mudança, pois ele foi convocado às armas e enviado à escola para suboficiais e, posteriormente, à Academia Militar de Modena, no norte da Itália. Em dezembro do mesmo ano ele foi enviado ao fronte de batalha como subtenente do 111° Regimento de Infantaria. Apesar de estar servindo no fronte, Giordani nunca disparou contra outros soldados e, durante uma arriscada operação contra uma fortaleza adversária, acabou ferido na perna e na mão direita e recebeu uma Medalha de Bronze. Ele afirmou, anos mais tarde: “Jamais quis apontar o cano do meu fuzil para as trincheiras adversárias, por medo de matar um filho de Deus”.
Os ferimentos fizeram Igino permanecer três anos nos hospitais de Milão e Roma, onde se preparou para os exames universitários. Giordani só recebeu alta depois que a I Guerra terminou. Exatamente três anos depois, em 12 de julho de 1918, ele formou-se em Letras com a tese “O cômico em Dante” e começou uma carreira ligada ao jornalismo e ao ensino.

## Entre o jornalismo e a escola[2]
Em 1918, logo após se formar em Letras, Giordani começou a ensinar matérias da área de literatura como professor suplente em Roma, no Liceo Ginnasio Umberto I. Até 1921 Giordani trabalhou como professor nesta instituição de ensino e também escreveu diversos artigos para revistas de Tivoli e Roma e publicou a sua primeira brochura sobre arqueologia.
Em 2 de fevereiro de 1920, casou-se com Mya Salvati e se transferiu para Roma. No outono do mesmo ano, conheceu Luigi Sturzo, sacerdote e político italiano, considerado um dos pais da democracia cristã, fundador do Partido Popular Italiano (PPI). Quando o conheceu, Giordani aderiu ao PPI e em outubro, escreveu o seu primeiro artigo político para o semanário do PPI, Il Popolo Nuovo (O Povo Novo), do qual, em 1924, foi diretor.
No ano seguinte, em 1921, ele foi aprovado em um concurso para lecionar Letras no Ginnasio de Nuoro, na Sardenha (ilha do Mar Mediterrâneo a oeste da Itália). Cargo que exerceu por um ano, quando voltou à Roma para trabalhar como empregado e jornalista da Assessoria de Imprensa do PPI.
Em 1923, quando Giuseppe Donati fundou o jornal Il Popolo (O Povo), Giordani começou a colaborar periodicamente escrevendo artigos de denúncia política e só parou de colaborar quando o jornal foi fechado. Neste mesmo ano, ele retomou a profissão de professor e lecionou no Liceo Cicerone e, nos anos seguintes, passou pelas instituições Istituto Técnico De Merode e Liceo Mamiani, ambos em Roma.
Já em julho de 1924, Giordani tornou-se o diretor da Assessoria de Imprensa do PPI e do seu órgão oficial, Il Popolo Nuovo (O Povo Novo). Ele também dirigiu, a partir de 1925, o Boletim da Assessoria de Imprensa do PPI, em circulação até 1926, mas muitas vezes confiscado e o boletim mensal Parte Guelfa, que teve só quatro edições publicadas. A atividade de Giordani em 1925 é intensa e em junho ele publicou o livro Rivolta Cattolica (A Revolta Católica).
Em fevereiro de 1926, Giordani é submetido a um processo por crime de imprensa. Por ser mutilado de guerra, ele foi anistiado. E em agosto, ele assumiu a direção do “Boletim bibliográfico de ciências sociais e políticas”, que foi suspenso dois meses depois, em outubro. No mesmo mês em que assumiu a direção do Boletim bibliográfico nasceu o primogênito dos quatro filhos: Mario. E em novembro do mesmo ano, desfeito o PPI, Giordani começou a ensinar na escola de freiras Cabrini, em Roma, onde ficou até 1930 e onde voltou, como presidente, de 1959 a 1967.
Em 1927, Giordani foi para os Estados Unidos, e, por causa da Biblioteca Vaticana, participou de cursos de Biblioteconomia e Bibliografia na Universidade de Ann Arbor, Michigan e New York. Ele voltará ao país mais duas vezes, em 1938, para um Congresso de Biblioteconomia Católica, no Missouri, e em 1966, para conferências organizadas pelo Instituto Italiano de Cultura. Durante os anos passados na América do Norte, Giordani escreveu artigos no Commonweal, dos EUA, no Carroccio e no Avvenire, ambos da Itália e aproveitou para preparar livros sobre o protestantismo e sobre a literatura norte-americana.
Em 1928, o escritor e político italiano voltou à sua terra natal para o trabalho de dirigente da reforma de catalogação da Biblioteca Vaticana, cargo que exerceu até 1944. Em outubro deste ano, Alcide De Gasperi, fundador do Partido democrata Cristão, recém saído da prisão, escreveu a Giordani, que o ajudou a ser assumido na Biblioteca Vaticana.
O ano seguinte foi marcado por seu trabalho na revista mensal ''Fides'', da Pontifícia Obra para a Conservação da Fé, publicação da qual foi, em 1930, o diretor de fato e, em 1932, o diretor oficial. Com a sua colaboração, Fides alargou os horizontes e chegou a um vasto público leitor, especialmente entre o clero. O ano de 1929 foi também marcado pelo nascimento do segundo filho: Sergio.
Nos anos 30, Giordani se dedicou ao trabalho como escritor, colaborando com a revista florentina Il Frontespizio, à convite de Piero Bargellini e com a publicação de dois de seus importantes livros: Segno di Contradizione (Sinal de Contradição), o seu livro mais traduzido e com o maior número de reedições; e Il messaggio sociale di Gesú, (A mensagem social de Jesus) primeiro volume de uma série que Lagrange definiu como “base indispensável para qualquer estudo do cristianismo de caráter social”. Os outros volumes da série foram publicados, respectivamente, em 1938, 1939 e 1946 e formaram, em 1958, o livro Il messaggio sociale del cristianesimo (A mensagem social do cristianismo), traduzido, mesmo que parcialmente, também em chinês e japonês.
Além disso, em 1934, Giordani fundou e dirigiu a Escola de Biblioteconomia, junto à Biblioteca Vaticana. Em 1931, nasceu o terceiro filho, Brando, e em 1937, a caçula, Bonizzia.
Nos anos 40, em plena Segunda Guerra Mundial, Giordani trabalho junto com De Gasperi, Bonomi e outros expoentes antifascistas para preparar o renascimento da democracia. Em 1941, a segunda edição do seu livro Cattolicità (Catolicismo) foi retirada de circulação por ordem das autoridades do regime e reeditado com cortes impostos pela censura. Em 1944, convidado pelo então Cardeal Montini, dirigiu a Escola de Jornalismo e passou a lecionar também na Escola de Preparação Social, na Universidade Laterana (Roma).
Em junho deste mesmo ano, após a liberação de Roma, Giordani contribuiu para a fundação do primeiro jornal da Ação Católica Il quotidiano (O Cotidiano), que dirigiu de 1944 a 1946.

## Carreira política[3][4][5]
Em 1946 Giordani foi eleito deputado na Assembleia Constituinte de Roma e, no final do ano, foi eleito conselheiro municipal da cidade. Mesmo atuando na política, Giordani não deixou de lado o exercício da profissão de jornalista e por dois anos, de 1946 a 1947, sucedeu Guido Gonella na direção de Il popolo (O povo).
Em fevereiro de 1947, participou, na Suíça, de um encontro de representantes democratas de oito nações e propôs que os vários partidos inspirados pela doutrina social cristã se unissem com um pacto de cooperação.
Em 1948, além de reeleito deputado na Câmara de Roma, Giordani conheceu Sílvia (Chiara) Lubich, fundadora do nascente Movimento dos Focolares. Este evento marcará profundamente Giordani e o seu agir político mudou de direção: de polemista incontundente, como foi nos anos 1924/25, tornou-se defensor do diálogo, com propostas de acordos inter partidários em prol da paz e uma política na qual o adversário deveria ser amado e respeitado como irmão.
O ano seguinte, 1949, foi marcado por importantes atuações de Giordani. Em janeiro, ele fundou o semanal La via (A via), que durou até 1953. Em março, ele fez um pronunciamento na Câmara sobre a adesão da Itália ao Pacto Atlântico como instrumento de paz e não de guerra. Em julho, o deputado ministrou aulas para um curso internacional sobre a crise europeia, na Universidade de Friburgo, na Suíça. E, em outubro, Giordani apresentou, junto com o socialista Calosso, a primeira proposta de lei pela objeção de consciência contra o serviço militar.
Em 1950, ele foi nomeado membro do Conselho dos Povos da Europa, em Estrasburgo. E no mesmo ano fez uma importante intervenção na Câmara dos Deputados sobre a moção chave para a guerra da Coreia, convidando o governo a ser o mediador entre os Estados Unidos e o Bloco Comunista para fazer cessar a guerra. Nesta ocasião, ele propôs uma nova filosofia: “Se quer a paz, prepara a paz”.
Em uma nova intervenção de Giordani na Câmara, no ano seguinte, ele propôs a política do amor contra as despesas para os armamentos. No mesmo ano, junto com poucos deputados de vários partidos, ele promoveu o “Acordo parlamentar para a paz”, mas foi censurado pela secretaria do seu próprio partido.
Em 1952, publicou La divina avventura (A divina aventura), primeira exposição sobre o Movimento dos Focolares.
Em 1953 não foi reeleito para a Câmara dos Deputados, mas se tornou presidente do Instituto Onarmo de Assistência Social e escreveu para o Notiziario ONARMO e o Il cappellano del lavoro (O capelão do trabalho).
Mas Giordani não se desligou totalmente da Câmara dos Deputados, porque, de 1954 a 1961, trabalhou como consultor da Biblioteca da Câmara, onde introduziu um novo sistema de catalogação. Neste período, ele dividia seu tempo com as aulas de pensamento social do cristianismo, na Universidade Popular Pro Deo.
Em 1959, Giordani assumiu a direção do periódico Città Nuova (Cidade Nova), uma rede de 37 edições no mundo em 22 idiomas, inaugurada no Brasil em 1959, e junto com Chiara Lubich fundou o Centro Santa Catarina. Em 1961, Giordani publicou uma importante obra: Le due città, uma expressão da maturidade do seu pensamento político e religioso. No mesmo ano dirigiu o semanal L’unione, órgão do Centro social cristão e o Centro Uno, secretaria ecumênica do Movimento dos Focolares.
Em 1964 publicou o livro Laicato e sacerdozio (Leigos e sacerdócio), uma antecipação da teologia dos leigos, expressa no Concílio Vaticano II.
No ano seguinte foi nominado diretor do Instituto Internacional Mystici Corporis, em Florença, Itália.
Em 1974, depois da morte da mulher, Mya, Giordani foi morar em um focolare, em uma das Comunidades do Movimento dos Focolares, em Roma. Neste período, tornou-se ainda mais ativo na vida do Movimento, participando dos encontros com palestras, estabelecendo um relacionamento muito estreito com os jovens. É neste período que ele escreveu seus últimos livros, entre eles, L’unico amore (O único amor), além de um livro de memórias e outros que permanecem inéditos. Até dezembro de 1979, Giordani escreveu para a revista Città Nuova.
Em 1977, o escritor e ex deputado participou, em Londres, da entrega do Prêmio Templeton a Chiara Lubich. Em 1980, foi publicado Il diario di fuoco (Diário de Fogo), com alguns trechos dos seus diários e, em abril, Giordani faleceu.
Em 8 de dezembro de 2000, D. Pietro Garlato, então bispo de Tivoli, na Itália, anunciou a Chiara Lubich, com uma carta, a sua decisão de dar início ao processo de beatificação de Igino Giordani. Em setembro de 2009, foi concluída a fase diocesana d processo e todos os documentos, entrevistas e estudos feitos sobre Giordani foram entregues ao Vaticano, à Congregação para a causa dos santos.

## O encontro com Chiara Lubich e o Movimento dos Focolares
O encontro com Chiara Lubich, em 1948, aconteceu em seu gabinete, na Câmara dos Deputados, no Palácio Montecitório, em Roma. Giordani, com 54 anos, estava atravessando um momento particularmente difícil de sua vida, seja espiritual que política: “Estudava temas religiosos com paixão, mas até para não pensar na minha alma, cujo aspecto não me edificava. O tédio pesava sobre ela e para não confessar esta sua paralisia me aprisionava no estudo e me cansava na ação. Pensava que não havia nada a ser feito. De algum modo possuía todos os setores da cultura religiosa: apologética, ascética, mística, dogmática, moral… mas os possuía culturalmente. Não os vivia interiormente”, escreveu Giordani no volume póstumo Memorie di un cristiano ingenuo (Reflexões de um cristão ingénuo).
Giordani assim definiu o encontro com Chiara Lubich e o eclético grupo: “De algum modo, eu dominava todos os setores da cultura religiosa: a apologética, a ascética, a mística, a dogmática, a moral... mas as possuía apenas culturalmente, não as vivia interiormente... nas primeiras palavras de Chiara Lubich percebi algo novo: o timbre de voz revelava uma convicção profunda que nascia de um sentimento sobrenatural. Era uma voz pela qual, sem me dar conta, sempre havia esperado. Ela colocava a santidade ao alcance de todos, derrubava os portões que separavam o mundo leigo da vida mística. Aproximava Deus: fazia com que o sentíssemos pai, irmão, amigo, tornava-o presente para a humanidade... Algo aconteceu dentro de mim: a ideia de Deus deu lugar ao amor de Deus, à imagem ideal do Deus vivo”.
Após o encontro, Giordani pediu que Chiara colocasse por escrito o que havia dito. E, pessoalmente, ele desejou aprofundar aquele conhecimento. Giordani aderiu plenamente ao Movimento dos Focolares e, junto com Chiara, foi considerado um seu cofundador. Foi através da figura poliédrica de Giordani que vieram à luz muitos aspectos sociais dos Focolares, hoje presente em 182 nações por todo o mundo.